# Reinhard Hauptmann
Reinhard Hauptmann (* 30. Juli 1947 in Dehlitz) ist ein ehemaliger Fußballspieler, der in der DDR-Oberliga für die Betriebssportgemeinschaft (BSG) Stahl Riesa spielte.

## Fußball-Laufbahn
Hauptmann begann mit neun Jahren bei der heimatlichen BSG Chemie Leuna-Dehlitz Fußball zu spielen. Im Juniorenalter spielte er für Chemie Leipzig und absolvierte anschließend seinen Armeedienst. Bis 1971 war er Spieler bei Motor Eberswalde, zuletzt in der drittklassigen Bezirksliga Frankfurt/Oder. Nach seiner Schulzeit absolvierte er eine Lehre zum Schweißer.
Zu Beginn der Saison 1971/72 wechselte Hauptmann zum Oberligisten Stahl Riesa. Am 2. Saisonspieltag, dem 1. September 1971, gab er in der Partie Vorwärts Frankfurt – Stahl Riesa (2:1) seinen Oberligaeinstand und schoss mit dem zwischenzeitlichen Ausgleichstreffer auch sogleich sein erstes Oberligator. Mit insgesamt 23 von 26 ausgetragenen Punktspielen wurde der 1,88 m große Hauptmann schon in seiner ersten Riesaer Spielzeit zum Stammspieler und blieb es über 14 Jahre bis zum Ende seiner Laufbahn als Fußballspieler. Anfangs wurde er in der Stahlmannschaft im Mittelfeld eingesetzt, ab 1973 war er bis zum Karriereende Libero. Beruflich war er als Sportinstrukteur beim Rohrkombinat Riesa abgesichert. Während seiner Riesaer Zeit musste Hauptmann dreimal aus der Oberliga absteigen: 1972, 1977 und 1981. 1973 und 1978 gelang Hauptmann mit den Riesaern der sofortige Wiederaufstieg, nur nach dem 1981er Abstieg dauerte es zwei Jahre bis zur Oberligarückkehr. In seiner Riesaer Zeit absolvierte Hauptmann neun Oberligaspielzeiten, dazu kommen vier Spieljahre in der zweitklassigen DDR-Liga. In der Oberliga brachte er es auf 201 Spiele, in denen er es als Defensivspieler auf 22 Tore brachte. Lediglich Wolfram Meinert brachte es 1968 und 1970 mit 214 Einsätzen auf mehr Oberligaspiele. In der Anzahl der Pflichtspiele (Meisterschaft und Pokal) ist Hauptmann mit 310 Einsätzen Riesaer Rekordhalter.
Seine letzte Saison bei Stahl Riesa spielte Hauptmann 1983/84. Er wurde in ständigem Wechsel mit Frank Dünger noch zehnmal als Libero aufgeboten. Sein letztes Oberligaspiel fand am 17. März 1984 mit der Begegnung Rot-Weiß Erfurt – Stahl Riesa (3:1) statt. Auch nach dem Ende seiner Laufbahn als Fußballspieler blieb Hauptmann, der sich in Riesa-Weida niedergelassen hatte, dem Fußballsport erhalten. Von März 1986 an übernahm er bis zum Saisonende interimsweise den Cheftrainerposten von Siegfried Gumz bei Stahl Riesa in der DDR-Oberliga und schaffte dabei den Klassenerhalt. Noch 2009 trainierte er die Kreisligamannschaft des SV Mügeln-Ablass II.
Sein Sohn Ralf Hauptmann war Bundesliga-Profi bei Dynamo Dresden und beim 1. FC Köln, seine Enkel Niklas Hauptmann und Marius Hauptmann sind ebenfalls Profifußballer.